# Pavlo Shkapenko
Pavlo Shkapenko (en ucraniano: Павло Леонідович Шкапенко; en ruso: Павел Леонидович Шкапенко; Zaporizhia, RSS de Ucrania; 16 de diciembre de 1972 – 17 de abril de 2023) fue un futbolista ucraniano que jugó en las posiciones de centrocampista y delantero.

## Carrera

### Club
| Periodo   | Club                        | Apariciones | Goles |
| --------- | --------------------------- | ----------- | ----- |
| 1990-1992 | FC Metalurh Zaporizhya      | 19          | 4     |
| 1992-1998 | FC Dynamo Kyiv              | 121         | 33    |
| 1995–1998 | → FC Dynamo-2 Kyiv (cedido) | 45          | 13    |
| 1998      | → FC Dynamo-3 Kyiv (cedido) | 5           | 2     |
| 1998      | FC CSKA Kyiv                | 14          | 2     |
| 1998      | → FC CSKA-2 Kyiv (cedido)   | 1           | 1     |
| 1999      | FC Uralan Elista            | 1           | 0     |
| 1999–2001 | FC Torpedo Moscow           | 35          | 5     |
| 2000      | → FC Torpedo-2 (cedido)     | 2           | 0     |
| 2001      | Shinnik Yaroslavl           | 16          | 8     |
| 2002      | FC Tom Tomsk                | 23          | 6     |
| 2003–2004 | FC Kuban Krasnodar          | 14          | 0     |

### Selección nacional
Jugó para Ucrania en 10 ocasiones de 1993 a 1997.

## Logros
- Liga Premier de Ucrania (5): 1993, 1994, 1995, 1996, 1997
- Copa de Ucrania (2): 1993, 1996
- Copa de la CEI (1): 1996